# 1870 w muzyce
Wydarzenia muzyczne w 1870 roku.

## Wydarzenia
- Pierwsze wydanie Śpiewnika kościelnego ks. Jana Siedleckiego.

## Urodzili się
- 12 stycznia – Karel Burian, czeski śpiewak operowy (tenor) (zm. 1924)
- 13 stycznia – Henryk Opieński, polski kompozytor i muzykolog (zm. 1942)
- 20 stycznia – Guillaume Lekeu, belgijski kompozytor (zm. 1894)
- 22 stycznia – Charles Tournemire, francuski kompozytor i organista (zm. 1939)
- 10 lutego – Alessandro Bonci, włoski śpiewak operowy (tenor liryczny) (zm. 1940)
- 13 lutego – Leopold Godowski, polski pianista, kompozytor i pedagog (zm. 1938)
- 6 marca – Oscar Straus, austriacki kompozytor operetkowy (zm. 1954)
- 5 kwietnia – Maria Helena Miączyńska, polska śpiewaczka (sopran dramatyczny), pedagog (zm. ok. 1932)
- 8 kwietnia – Zygmunt Stojowski, polski kompozytor i pianista (zm. 1946)
- 28 kwietnia – Hermann Suter, szwajcarski kompozytor i dyrygent (zm. 1926)
- 30 kwietnia – Franz Lehár, węgierski kompozytor operetkowy (zm. 1948)
- 1 lipca – Ulrich Hildebrandt, niemiecki kompozytor, pianista i organista (zm. 1940)
- 18 lipca
  - Paul Kraus, niemiecki kompozytor i pedagog (zm. 1934)
  - Emil Młynarski, polski skrzypek, dyrygent, kompozytor (zm. 1935)
- 20 lipca – Luigi von Kunits, austriacki dyrygent, kompozytor, skrzypek i pedagog (zm. 1931)
- 18 sierpnia – Ludwik Wawrzynowicz, polski kompozytor, pedagog, dyrygent, krytyk muzyczny (zm. 1957)
- 15 września – Lew Sztejnberg, radziecki dyrygent i kompozytor; Ludowy Artysta ZSRR (zm. 1945)
- 22 września – Arthur Pryor, amerykański puzonista jazzowy, bandleader (zm. 1942)
- 28 września – Florent Schmitt, francuski kompozytor, przedstawiciel impresjonizmu muzycznego; krytyk muzyczny (zm. 1958)
- 7 października – Zofia Rabcewicz, polska pianistka, juror Międzynarodowych Konkursów Pianistycznych im. Fryderyka Chopina (zm. 1947)
- 8 października – Louis Vierne, francuski organista i kompozytor (zm. 1937)
- 22 października – Fiorello Giraud, włoski śpiewak operowy (tenor) (zm. 1928)
- 2 grudnia – Francis Casadesus, francuski dyrygent, kompozytor i skrzypek (zm. 1954)
- 5 grudnia – Vítězslav Novák, czeski kompozytor i pedagog (zm. 1949)

## Zmarli
- 9 marca – Théodore Labarre, francuski harfista i kompozytor (ur. 1805)
- 10 marca – Ignaz Moscheles, niemiecki pianista, dyrygent i kompozytor czeskiego pochodzenia (ur. 1794)
- 3 kwietnia – Maksymilian Grecki, polski kompozytor i pianista (ur. 1841)
- 8 kwietnia – Charles Auguste de Bériot, belgijski skrzypek, kompozytor i pedagog muzyczny (ur. 1802)
- 19 kwietnia – Camille-Marie Stamaty, francuski pianista, pedagog i kompozytor (ur. 1811)
- 22 lipca – Josef Strauss, austriacki kompozytor, syn Johanna Straussa (ojca) i brat Johanna Straussa (syna) (ur. 1827)
- 14 sierpnia – Joséphine Fodor-Mainvielle, francuska śpiewaczka (sopran) (ur. 1789)
- 6 października – Feliks Horecki, polski gitarzysta, kompozytor i pedagog muzyczny (ur. 1796 lub 1790)
- 20 października – Michael William Balfe, irlandzki kompozytor i śpiewak (baryton) (ur. 1808)
- 16 grudnia – Stanisław Duniecki, polski kompozytor i dyrygent (ur. 1839)
- 17 grudnia – Saverio Mercadante, włoski kompozytor epoki klasycyzmu i wczesnego romantyzmu (ur. 1795)

Data dzienna nieznana
- grudzień – Mychajło Werbycki, ukraiński ksiądz greckokatolicki, działacz społeczny, autor muzyki do pieśni „Szcze ne wmerła Ukrajina”, hymnu narodowego Ukrainy (ur. 1815)